# Împăratul Kangxi
Împăratul erei Kangxi (Împăratul K'ang –hsi  ), (n. 4 mai 1654, Beijing, Dinastia Qing – d. 20 decembrie 1722, Old Summer Palace⁠(d), Beijing, Dinastia Ming) a fost al patrulea împărat al dinastiei Qing, primul care se naște pe pământ chinez, la sud de Trecătoarea Shanhai (Beijing), și al doilea împărat Qing care a domnit peste China propriu-zisă, din 1661 până la 1722.
Domnia Împăratului Kangxi, de 61 ani, este cea mai lungă domnie din istorie, a unui monarh chinez  (deși nepotul său, Împăratul Qianlong, a avut cea mai lungă perioadă în care a deținut, de facto, puterea) și totodată unul dintre conducătorii cu cea mai longevivă domnie din lume. Cu toate acestea, după ce a urcat pe tron la vârsta de șapte ani, nu a fost conducătorul efectiv al dinastiei, decât până mai târziu, conducerea revenind temporar, timp timp de șase ani, la patru regenți și bunicii sale, Marea Împărăteasă Văduvă Xiaozhuang.
Împăratul Kangxi este considerat unul dintre cei mai mari împărați din China. El a suprimat Revolta Celor Trei Feudali, a forțat Regatul Tungning din Taiwan să se supună autorității Qingului, a blocat Rusia Țaristă la râul Amur și a extins imperiul spre nord-vest. De asemenea, el a patronat opere literare precum elaborarea Dicționarului Kangxi.
Era Kangxi a adus stabilitate pe termen lung și o relativă bogăție, după ani de război și haos. El a inițiat perioada cunoscută sub numele de "Epoca Prosperă Kangxi – Qianlong ", care a durat generații după moartea sa. Până la sfârșitul domniei sale, Imperiul Qing controla toată China propriu-zisă, Taiwan, Manciuria, o parte din Orientul Îndepărtat Rus (Manciuria Exterioară), Mongolia Interioră și Exterioară, Tibet.